# Dictyna zhangmuensis
Dictyna zhangmuensis là một loài nhện trong họ Dictynidae.
Loài này thuộc chi Dictyna. Dictyna zhangmuensis được Hsen Hsu Hu miêu tả năm 2001.